# 國際培幼會
國際培幼會（英語：Plan International）是一個跨國發展和人道主義組織。

## 历史
成立於1937年，總部設在英國。主要服務遍及亞洲、歐洲、非洲、美洲及大洋洲超過70個國家，以促進兒童權利和女童平等，是世界上最大的兒童慈善機構之一，無任何宗教、政治或政府背景。

## 另見
- 兒童權利公約
- 国际女童日
- 奧里薩邦兒童保護協會（英语：Odisha State Child Protection Society）

## 外部連結
- 维基共享资源上的相關多媒體資源：國際培幼會
- 官方网站